# منطقة البث الأوروبية

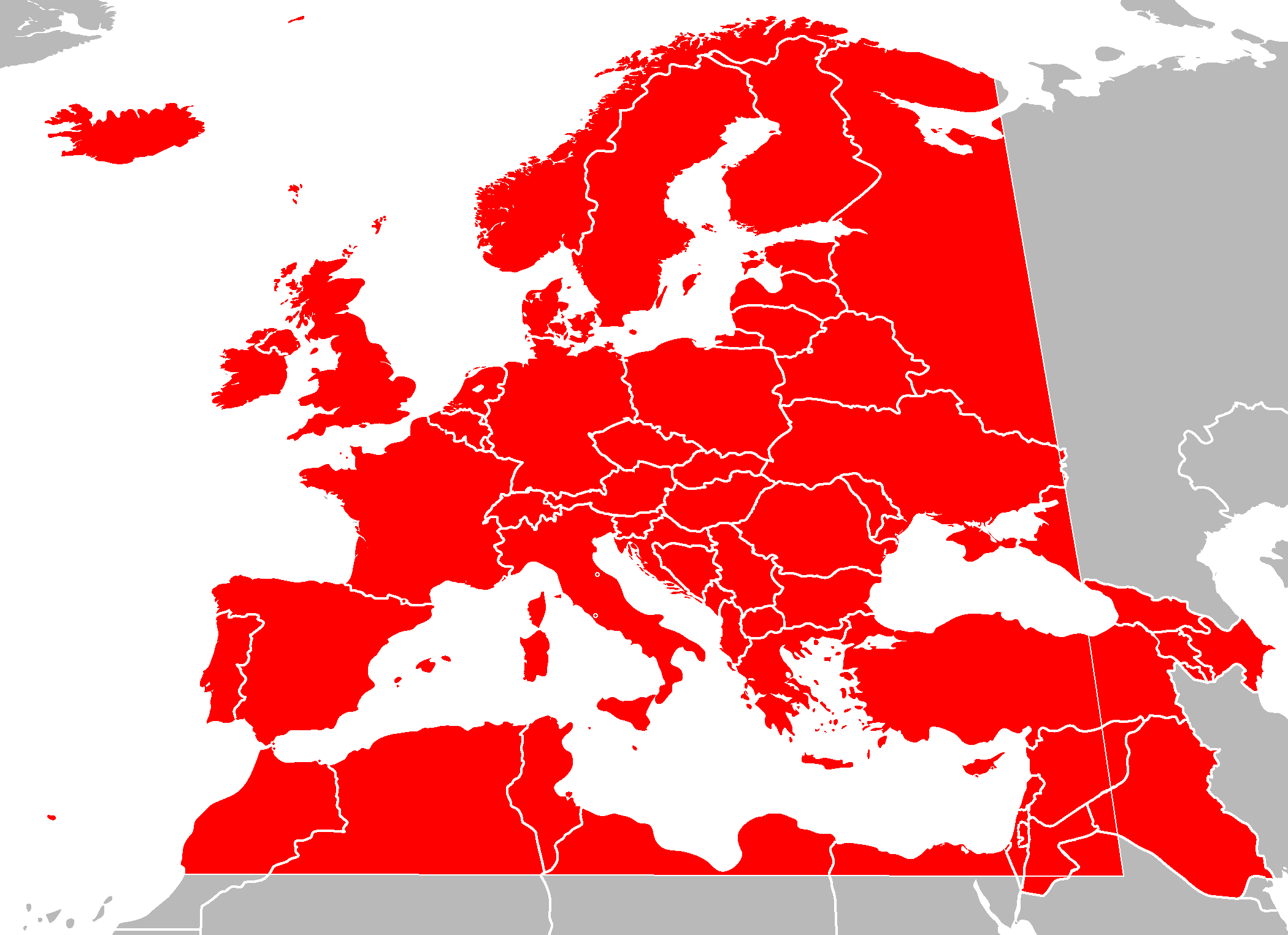
خريطة تُظهر منطقة البث الأوروبية مُلونة باللون الأحمر

تُعرَّف منطقة البث الأوروبية (EBA) من قبل الاتحاد الدولي للاتصالات (ITU) على النحو التالي:
يحد «منطقة البث الأوروبية» من الغرب الحد الغربي للمنطقة 1، ومن الشرق خط الطول 40° شرق غرينتش ومن الجنوب خط العرض 30° شمال بحيث تشمل الجزء الشمالي من المملكة العربية السعودية وذلك الجزء من تلك البلدان المطلة على البحر الأبيض المتوسط ضمن هذه الحدود. بالإضافة إلى ذلك، تشمل منطقة البث الأوروبية أرمينيا وأذربيجان وجورجيا وتلك الأجزاء من أراضي العراق والأردن والجمهورية العربية السورية وتركيا وأوكرانيا الواقعة خارج الحدود المذكورة أعلاه.
تشمل منطقة البث الأوروبية أراضٍ خارج أوروبا، وتستثني بعض الأراضي التي تعد جزءًا من القارة الأوروبية. على سبيل المثال، كان يُعد كل من أرمينيا وأذربيجان وجورجيا خارج حدود منطقة البث الأوروبية حتى عام 2007. بعد أن تم توسيع المنطقة بواسطة المؤتمر العالمي للاتصالات الراديوية لعام 2007 (WRC-07) ليشمل هذه البلدان الثلاثة، الدولة الوحيدة التي تُعد عضواً في الاتحاد الدولي للاتصالات وتملك أراضٍ داخل أوروبا ولكنها خارج منطقة البث الأوروبية هي كازاخستان.
يعود أصل حدود منطقة البث الأوروبية إلى المناطق التي تم خدمتها وربطها بواسطة الكابلات التلغرافية في القرن التاسع عشر وأوائل القرن العشرين. تلعب منطقة البث الأوروبية دورًا في تحديد الأهلية للعضوية النشطة في اتحاد البث الأوروبي (EBU) وبالتالي المشاركة في مسابقة الأغنية الأوروبية. اعتبارًا من شهر نوفمبر لعام 2017، يضم اتحاد البث الأوروبي 73 عضوًا من 56 دولة، و33 مشاركًا من 21 دولة، و7 مشاركين معتمدين.

## قائمة البلدان والأقاليم داخل منطقة البث الأوروبية

### الدول الأعضاء في الاتحاد الدولي للاتصالات
- ألبانيا
- الجزائر[ا]
- أندورا
- أرمينيا
- النمسا
- أذربيجان
- بيلاروس
- بلجيكا
- البوسنة والهرسك
- بلغاريا
- كرواتيا
- قبرص
- جمهورية التشيك
- الدنمارك[ب]
- مصر[ا]
- إستونيا
- فنلندا
- فرنسا[ج]
- جورجيا
- ألمانيا
- اليونان
- المجر
- آيسلندا
- العراق[د]
- أيرلندا
- إسرائيل[ا]
- إيطاليا
- الأردن
- لاتفيا
- لبنان
- ليبيا[ا]
- ليختنشتاين[د]
- ليتوانيا
- لوكسمبورغ
- مالطا
- مولدوفا
- موناكو
- الجبل الأسود
- المغرب[ا]
- هولندا[ه]
- مقدونيا الشمالية
- النرويج[و]
- بولندا
- البرتغال
- رومانيا
- روسيا[ا]
- سان مارينو
- السعودية[ا][د]
- صربيا
- سلوفاكيا
- سلوفينيا
- إسبانيا[ز]
- السويد
- سويسرا
- سوريا[د]
- تونس
- تركيا
- أوكرانيا
- المملكة المتحدة[ح]
- الفاتيكان

### أعضاء سابقون في الاتحاد الدولي للاتصالات
- تشيكوسلوفاكيا
- ألمانيا الشرقية
- صربيا والجبل الأسود
- الاتحاد السوفيتي[ا]
- يوغوسلافيا

1. 1 2 3 4 5 6 7 8  جزئياً خارج منطقة البث الأوروبية.
2. ↑  تُعد جرينلاند خارج منطقة البث الأوروبية.
3. ↑  تُعد المناطق والأقاليم ما وراء البحار خارج منطقة البث الأوروبية.
4. 1 2 3 4  ليست عضواً في اتحاد البث الأوروبي.
5. ↑  يُعد كل من الجزر الكاريبية الهولندية وأروبا وكوراساو وسينت مارتن خارج منطقة البث الأوروبية.
6. ↑  يُعد كل من جزيرة بوفيت وجزيرة بطرس الأول وأرض الملكة مود خارج منطقة البث الأوروبية.
7. ↑  تُعد جزر الكناري خارج منطقة البث الأوروبية.
8. ↑  تُعد جميع أقاليم ما وراء البحار البريطانية خارج منطقة البث الأوروبية باستثناء أكروتيري ودكليا وجبل طارق.

### الأقاليم التابعة والدول ذات الاعتراف المحدود
تقع السلطات التالية أيضًا داخل حدود منطقة البث الأوروبية، لكن لا يمكنها الانضمام إلى الاتحاد الدولي للاتصالات أو اتحاد البث الأوروبي بسبب حالتهم التبعية أو الاعتراف المحدود:
الأقاليم التابعة
- أكروتيري ودكليا، إقليم ما وراء البحار تابع للمملكة المتحدة.
- جزر فارو، دولة تأسيسية تابعة للدنمارك.
- جبل طارق، إقليم ما وراء البحار تابع للمملكة المتحدة.
- غيرنزي، ملحق للتاج البريطاني تابع للمملكة المتحدة.
- جزيرة مان، ملحق للتاج البريطاني تابع للمملكة المتحدة.
- جيرزي، ملحق للتاج البريطاني تابع للمملكة المتحدة.

الدول ذات الاعتراف المحدود
- أبخازيا، جمهورية مستقلة ذاتياً عن جورجيا.
- جمهورية مرتفعات قرة باغ، جزء من أذربيجان.
- كوسوفو، مقاطعة مستقلة ذاتياً عن صربيا.
- قبرص الشمالية، جزء من قبرص.
- فلسطين، متنازع عليها من قبل إسرائيل.
- أوسيتيا الجنوبية، جزء من جورجيا.
- ترانسنيستريا، وحدة إقليمية في مولدوفا.

## الإنتاج في الاتحاد الأوروبي والمملكة المتحدة
أرقام الإنتاج في الاتحاد الأوروبي والمملكة المتحدة للخيال العلمي التلفزيوني لعامي 2015 و2016، هي:
| الدولة          | النسبة المئوية من الاتحاد الأوروبي | متوسط عدد الإنتاجات |
| --------------- | ---------------------------------- | ------------------- |
| ألمانيا         | 36٪                                | 335.5               |
| فرنسا           | 17٪                                | 152.5               |
| المملكة المتحدة | 12٪                                | 112.5               |
| هولندا          | 5٪                                 | 44.5                |
| إيطاليا         | 4٪                                 | 40.5                |
| إسبانيا         | 4٪                                 | 39                  |
| بولندا          |                                    | 26.5                |
| التشيك          |                                    | 22                  |
| السويد          |                                    | 21                  |
| النمسا          |                                    | 17.5                |
| فنلندا          |                                    | 17                  |
| بلجيكا          |                                    | 16.5                |
| اليونان         |                                    | 13.5                |
| أيرلندا         |                                    | 11                  |
| البرتغال        |                                    | 11                  |
| آخرون           |                                    | 42                  |